# Giorgio Ursi
Pour les articles homonymes, voir Ursi.
Giorgio Ursi (né le 1er septembre 1942 à Doberdò del Lago et mort le 8 octobre 1982 à Gorizia) est un coureur cycliste italien. Aux Jeux olympiques de 1964 à Tokyo, il a obtenu la médaille d'argent de la poursuite individuelle.

## Palmarès

### Jeux olympiques
- Tokyo 1964
  -  Médaillé d'argent de la poursuite individuelle

### Championnats du monde
- Francfort 1966
  -  Médaillé de bronze de la poursuite individuelle amateurs

### Championnats nationaux
- 1965
  -  Champion d'Italie de poursuite amateurs
- 1966
  -  Champion d'Italie de poursuite amateurs